# 上野アサ
上野 アサ（うえの アサ、1979年10月10日 - ）は日本の女性声優、女優。東京都出身。フリーランス（事務所に所属していない）。旧芸名は亜沙（あさ）だが、クレジットは小室 亜沙（こむろ あさ）と表記される場合もある（顔出しの仕事に多い）。
夫は漫画家の上野顕太郎である。

## 人物
2011年11月11日付で、芸名を上野 アサに改名したことを、本人のブログで宣言した。
株式会社ディー・エル・イー製作への出演が多い。蛙男商会製作の女性の声を多く担当している。FROGMAN監督作品では、主婦や純和風の古風な女性の役が多い。

## 出演作品

### テレビ
2009年
- キミハブレイク　秘密結社マユ☆ツバ（カシマレイコ、花魁）

### テレビアニメ
2006年
- THE FROGMAN SHOW（小野小町先生）
- めがね番長

2007年
- 秘密結社 鷹の爪スペシャル ポロリあり（ナレーション）
- ファイテンション☆デパート
  - キラキラ小学生セレブちゃん（セレブちゃん）
  - 電脳戦士土管くん（スージー・ママ・その他女性キャラ）
  - アームズラリー（サチ）
- ファイテンション☆スクール
  - ちょぼっと☆ちょボット（ちょボット・ピョコたん）
  - 進め!土管くん（スージー・鷺田・パスカル先生の彼女（みつえ）・その他の女性キャラ）
  - はなけろ（ハナコ・リンダ）
  - 先生のチョンマゲ アッパレひでよしくん（お市の方・濃姫）
  - おしゃべりなちゅどんズ（みかんなちゅどん・いちごなちゅどん・マダムドローヌ・他女性キャラ）

2008年
- ファイテンション☆スクール
  - レオナルド博士とキリン村のなかまたち（バニ江・キャう子・カディ・コディ・キンバリー・ねずみ・泉の精・バニ江の親戚）
- ファイテンション☆テレビ
  - たたかえ!土管くん（スージー・ママ・その他女性キャラ）
  - レオナルド博士とキリン村のなかまでしょ（バニ江・キャう子・カディ・コディ・ペリーヌ・ハスッキー・灯台ババア・泉の精・ビアンコ・ジェフ太のママ）
  - ちょこっと☆ちょボット（ちょボット・ピョコたん）
  - キリン村ファイともクラブ（ひぽみ・バニ江・ちょボットのママ）
  - スペースゴルフ（娘・レポーター）
- いつもわがままガマ王子※クレジット表記無し（カタツムリ母・ツチノコ・泉の精）

2009年
- 秘密結社鷹の爪 カウントダウン（ドロシー・大家さん･女性AD以外の女性キャラ（鷹の爪））

2011年
- ユルアニ?
  - 元気!!江古田ちゃん（翼の折れた猛禽、派遣B）
  - 汐留ケーブルテレビ
  - 週刊シマコー
  - だぶるじぇい（光）
  - 飛び出せ!土管くん（スージー・その他の女性キャラ）

2012年
- テルマエ・ロマエ（ナレーション[3]、解説、おばちゃん）
- 秘密結社鷹の爪 NEO（大家さん、デラックス母以外の女性キャラ）

2013年
- 秘密結社鷹の爪 MAX

2014年
- 秘密結社鷹の爪 EX

2015年
- 秘密結社鷹の爪 DO
- ぱんきす!2次元（マギー）

2020年
- 秘密結社鷹の爪 〜ゴールデンスペル〜（杉原、受付、公園の女性、女性客A、カップル女性、バイト女性）

### ウェブアニメ
2006年
- 部長ハシビロ耕作（宮原さん）
- 秘密結社鷹の爪（脇役多数）

2007年
- Yahoo! きっず（ちょボット・ピョコたん）
- レオナルド博士とキリン村のなかまたち（バニ江・キャう子・カディ・コディ・雪ダルマの娘）
- ベビーザらス（ナレーション）

2008年
- 眠眠打破のある風景（峰子蜂峰子）
- ドラゴンキングダム宣伝ムービー

2009年
- 新潮社COMCOM　ウエケンのRPM（14話）

2010年
- リカちゃんと魔法の国（アン王女、ナレーション）

2012年
- 秘密結社鷹の爪.jp（大家さん以外の女性キャラ）

2014年
- チャンネル5.5 ベルサイユのバラ

2017年
- 秘密結社鷹の爪GT

### OVA
2007年
- ピューと吹く!ジャガー（ママン、ナレーション他）

2008年
- ピューと吹く!ジャガー リターン・オブ・約1年ぶり（ミス・パンティー・ストッキング他）

2009年
- 地獄甲子園（サル山、ウグイス嬢、ナレーター）

2010年
- 秘密結社 鷹の爪　THE MOVIE4～カスペルスキーを持つ男～（文江）

2012年
- ルパンしゃんしぇい（峰不二子、信子、ナレーター他）

### ゲーム
- THE FROGMAN SHOW DS だって、しょうがないじゃない。（小野小町先生）

### 吹き替え
- ANISAVA（ローザ[4]）
- 蛙男商会のホラーナイト（小野小町先生）

### 映画
2007年
- 秘密結社鷹の爪 THE　MOVIE〜総統は二度死ぬ〜（総統の妻）

2008年
- 秘密結社 鷹の爪　THE MOVIE2～私を愛した黒烏龍茶～（美津子）

2009年
- ピューと吹く!ジャガー　いま、吹きにゆきます（キャサリン・アルト王女の母）

2011年
- ハイブリッド刑事（子猫刑事）

2013年
- 秘密結社鷹の爪 鷹の爪GO 〜美しきエリエール消臭プラス〜

2015年
- 天才バカヴォン〜蘇るフランダースの犬〜（バカボンのママ[5]）

2016年
- 鷹の爪8 ～吉田くんのX（バッテン）ファイル～（里美の母）

2017年
- DCスーパーヒーローズvs鷹の爪団（バットマンの母）

### CM
2007年
- Yahoo! きっず
- おしゃべり なちゅどん
- トイザらス
- サントリー カクタスX（NGCMのみ）

2009年
- レコチョクパンパカパンツ
- レコチョクMerry merry boo
- ラジオCM眠眠打破

### 舞台
- 劇団きみにほ 旗揚げ公演、第一回プロデュース作品「鉄道員 ぽっぽや」（2013年2月7日 - 10日、日本橋公会堂）

### 漫画
2010年
上野顕太郎著「編者武芸帳」（小学流編集 ツブテのお乱）…実際のモデルを使った漫画。
- 月刊コミックビーム9月号掲載。
- 単行本「明日の夜は千の目を持つ」収録（2011年1月刊行）。なお、「明日の～」冒頭に収録された「OPENING」にも、うぐいす嬢役で出演している模様（ノンクレジット）。